# Mikuláš Konáč z Hodiškova
Mikuláš Konáč z Hodiškova (také z Hodíškova, z Hodíšťkova, Konáček, Finitor; 1480 – 3. dubna 1546) byl český spisovatel a tiskař. Byl soudním písařem a úředníkem v Praze, později založil tiskárnu a získal i šlechtický titul. Vydal mnoho domácích i zahraničních textů, z nichž mnoho z nich sám přeložil (z řečtiny, latiny, italštiny, němčiny). Vydal také vlastní zpracování tehdejší oblíbené látky pod názvem Paňčatantra (Pravidlo lidského života, jinak podobenstvie starých mudrcuo). Napsal také původní alegorii Kniha o hořekování a naříkání Spravedlivosti, královny a paní všech ctností, a několik dalších spisků. Svou překladatelskou, tiskařskou i autorskou činností se velmi zasloužil o český humanismus.

## Dílo
Mikuláš Konáč z Hodiškova přeložil z němčiny školskou hru Judit, která společně s Hrou pěknejch připovídek (napsanou na základě Boccacciovy novely) vyšla posmrtně tiskem roku 1547. Hra Judit představuje první pokus o školskou hru v češtině. Mikuláš Konáč z Hodiškova tak otevřel linii českého světského humanistického dramatu.
V roce 1511 vydal veršované Rozmlúvánie o vieře propagující náboženskou toleranci.

## Tiskárna
V roce 1507 založil tiskárnu s Janem Wolfem (se společníkem tiskl snad do roku 1511) někde u kostela Panny Marie Na louži, po roce 1520 sídlil U bílého (modrého) lva na Starém Městě, s činností končí roku 1528. Uvažuje se o převzetí typů v prvních letech od tzv. Benedy (tiskaře Kornady), později snad převzal (po roce 1514) typy od Mikuláše Štětiny zv. Bakalář. Jako tiskař se prezentoval signetem (zejména na tiscích po roce 1520) s dvěma zkříženým tiskařskými tampony.
Z jeho produkce pochází na 40 tisků. Z doby spolupráce s Wolfem například vytiskl Czeska kronyka (1510, přeložení české historie od Aenea Silvia Piccolominia), tiskem vydal Svatováclavskou smlouvu a několik dalších sněmovních tisků.